# Furcifer cephalolepis
Espèce
Synonymes
- Chamaeleon cephalolepis Günther, 1880

Statut de conservation UICN

 LC  : Préoccupation mineure
Statut CITES
Furcifer cephalolepis est une espèce de sauriens de la famille des Chamaeleonidae.

## Répartition
Cette espèce est endémique de la Grande Comore aux Comores.

## Description
L'holotype de Furcifer cephalolepis, un mâle adulte, mesure 16,5 cm dont 9 cm pour la queue.

## Publication originale
- Günther, 1880 : Description of new species of reptiles from eastern Africa. Annals and Magazine of Natural History, ser. 5, vol. 6, p. 234-238 (texte intégral).